# 懷特霍爾 (加利福尼亞州)
懷特霍爾（英語：White Hall）是位於美國加利福尼亞州埃爾多拉多縣的一個非建制地區。該地的面積和人口皆未知。

## 地理
懷特霍爾的座標為38°46′31″N 120°24′19″W / 38.77528°N 120.40528°W，而該地的平均海拔高度為1031米（即3383英尺）。